# Pirocinesi
La pirocinesi (dal greco πυρός "fuoco" e κίνησις "movimento") è l'ipotetica capacità paranormale psicocinetica di controllare il fuoco e/o incendiare un oggetto con la forza del pensiero, senza l'ausilio di alcun mezzo fisico.
Alcuni ritengono che un soggetto che possiede questo "dono" sia in grado di convogliare la propria "energia psichica" in un punto particolare, che può essere un oggetto o anche un essere vivente. L'energia così convogliata si scaricherebbe sprigionando un piccolo incendio. Altri sostengono che la pirocinesi sia la capacità di far vibrare la materia a livello submolecolare, creando un attrito considerevole tra le particelle che la compongono; questo attrito genera calore che si sprigiona, conseguentemente, in un incendio della massa coinvolta (il che spiega in modo più esatto la parola cinesi, movimento, intesa appunto come il movimento degli atomi per mezzo della mente).
La pirocinesi, a volte erroneamente confusa con il fenomeno della combustione spontanea, non è mai stata dimostrata scientificamente e pertanto è solitamente fatta rientrare, assieme alle altre facoltà paranormali, nell'area della pseudoscienza.

## Nella cultura di massa
L'abilità pirocinetica è sovente utilizzata nella narrativa fantascientifica, come ne L'incendiaria di Stephen King, e nei fumetti, in cui si trovano molti personaggi in grado di generare il fuoco, come la Torcia Umana ed El Diablo, e di manipolarlo, come Pyro o Akatsuki Kain (架院 暁?, Kain Akatsuki), soprannominato Wild nel manga e anime Vampire Knight, o di avere il completo controllo dell'elemento come Portuguese D. Ace nel manga e anime One Piece grazie all'abilità del frutto del diavolo Foco Foco. Di questo potere è dotata anche la sirena Rikki nella sit-com per adolescenti H2O. Lo stesso a dirsi per Natasha, sorella di Michele Silenzi, la co-protagonista de Il ragazzo invisibile - Seconda generazione, di Gabriele Salvatores.
Altro esempio di utilizzo della pirocinesi nel mondo cinematografico lo si trova nel film del 1993 Triangolo di Fuoco, i cui protagonisti, i fratelli Wallace e Wilder Foudroyant (interpretati rispettivamente da Dennis Quaid e Arliss Howard), sono dotati di capacità pirocinetiche.
Nel cartone animato Avatar - La leggenda di Aang, la pirocinesi è la tecnica di combattimento adoperata da coloro che praticano il "Dominio del Fuoco". Nei videogiochi, uno dei personaggi principali del popolare Sonic, Blaze, può usare la pirocinesi.